# 哈什哈泡
哈什哈泡是一个位于中国黑龙江省哈尔滨市的湖泊，面积约为5.52平方千米，属于东北平原。它的一级流域为黑龙江流域，二级流域为松花江水系。